# Zürcher Kantonalturnfest
Das Zürcher Kantonalturnfest (KTF) ist eines der 23 Kantonalturnfeste, die in der Schweiz in regelmäßigen Abständen ausgetragen werden. Zurzeit findet die Austragung alle 6 Jahre statt, was in der Vergangenheit aber nicht immer der Fall war (siehe Abschnitt Geschichte). Das KTF wird immer an einem Ort innerhalb des Kantons Zürich ausgetragen und ist primär für die Turnvereine gedacht, die in diesem Kanton aktiv sind und dem Zürcher Turnverband angehören. Vereine außerhalb des Kantonsgebietes können als so genannte Gastvereine am KTF teilnehmen.
Austragungsort und Herkunft der teilnehmenden Vereine unterscheidet das KTF auch hauptsächlich vom Eidgenössischen Turnfest des Schweizerischen Turnverbandes (das jeweils an einem beliebigen Ort in der Schweiz stattfindet) und den Regionalturnfesten (welche innerhalb der drei Regionen des ZTVs ausgetragen werden).

## Angebot
Das KTF bietet die Gelegenheit zum sportlichen Kräftemessen und der Zusammenkunft von Turnern und Turnerfreunde, welche formell durch den Kantonalen Veteranentag gegeben ist. In der Regel ist das sportliche Programm wie folgt gegliedert:
1. Wochenende
- Eröffnungsfeier
- Einzelwettkämpfe
- Jugendwettkämpfe
- Gruppenspiele

2. Wochenende
- Sektionswettkämpfe
- Wettkämpfe für Behinderte (Plusport)
- Schlussvorführung

## Geschichte
Das ZK begann ursprünglich als Zürcher Kantonalturntag und wurde in viel kürzeren Intervallen ausgetragen. Am meisten fand das Fest bisher in Winterthur statt. Die bisherigen Austragungsorte waren die folgenden:
- 1860 Winterthur
- 1861 Wädenswil
- 1863 Zürich
- 1865 Winterthur
- 1867 Horgen
- 1869 Neumünster
- 1871 Höngg (Turntag)
- 1872 Wädenswil
- 1875 Wald
- 1877 Winterthur
- 1879 Uster (Turntag)
- 1881 Thalwil
- 1883 Hottingen
- 1885 Winterthur
- 1887 Aussersihl
- 1890 Enge
- 1893 Wiedikon
- 1896 Küsnacht
- 1899 Thalwil
- 1902 Wetzikon
- 1905 Uster
- 1908 Horgen
- 1911 Winterthur
- 1914 Unterstrass
- 1918 dezentralisierte Wettkämpfe (Kloten, Wetzikon, Winterthur, Zürich)
- 1920 Rüti
- 1923 Oerlikon
- 1927 Winterthur (Töss)
- 1930 Altstetten
- 1934 Küsnacht
- 1938 Wädenswil
- 1942 Zürich (Tumtag)
- 1946 Wetzikon
- 1949 Winterthur (Stadtturnverein)
- 1953 Uster
- 1957 Horgen
- 1961 Zürich (Alte Sektion)
- 1965 Winterthur (Wülflingen)
- 1970 Zürich (Unterstrass)
- 1975 Furttal (Regensdorf)
- 1981 Andelfingen
- 1987 Wetzikon
- 1993 Unteres Tösstal (Pfungen)
- 1999 Dübendorf
- 2005 Wiesendangen
- 2011 Wädenswil
- 2017 Rikon im Tösstal
- 2023 Weinland (Dägerlen)

## 2005 Wiesendangen
Das KTF05 fand am 2./3. und 9./10. Juli 2005 in Wiesendangen statt und stand unter dem Motto "gemeinsam viel bewegen, gemeinsam viel erleben". So wurden dann auch um die 55'000 Helferstunden investiert (ohne OK-Stunden) um das Fest auf die Beine zu stellen. "Das Fest der kurzen Wege" (wie es auch genannt wurde) war während 2 Wochenenden das zu Hause von 9'000 Turnerinnen und Turnern. Präsident des rund 120-köpfigen OKs war Nationalrat Jürg Stahl, selbst aktiver Turner, ehemaliger erfolgreicher Zehnkämpfer und Ehrenmitglied des Zürcher Turnverbandes.
Das KTF 2005 unterschied sich von den vorhergehenden KTF vor allem dadurch, dass es von acht regionalen Turnvereinen getragen wurde, welche gemeinsam einen Trägerverein bildeten. Am Fest selbst waren diese durch eigene Essensstände an der Festmeile präsent. 
Der erzielte Gewinn von rund CHF 370'000 war das Verdienst der rund 3'000 Helfer und des ehrgeizigen und motivierten OK's. Der gesamte Ertrag wurde an die Vereine ausbezahlt, zu denen die Helfer gehörten. Es fand keine Auszahlung an Einzelpersonen statt.

## 2017 Rikon im Tösstal
2017 führten sieben Vereine des Tösstals (Turbenthal, Wila, Bauma, Seen, Wildberg, Schlatt ZH, Rikon) sowie der Turnverein Weisslingen anlässlich des 125-Jahr-Jubiläums des Turnverein Rikons das KTF durch. 